# Йоррінг
Йоррінг (дан. Hjørring) — місто в Данії, адміністративний центр комуни Йоррінг, що входить до складу регіону Північна Ютландія. Розташований приблизно за 50 км на північ від Ольборга, за 30 км на захід від Фредеріксгавна, за 13 км на південний схід від Гіртсгальса і за 60 км на південний захід від Скагена. Відстань до Копенгагена автомобільною дорогою (через міст Великий Бельт) становить 467 км.

## Історія

### Середньовіччя
Хоча археологічні відкриття показують, що цей район було заселено вже 10 000 років тому, неможливо точно визначити, коли виникло сучасне місто. Тим не менш, Йоррінг, безсумнівно, є найстарішим торговим центром Веннсюсселю і відігравав важливу роль протягом усього середньовіччя. Приблизно в 1147—1150 роках у місті почали карбувати монети. На знайденому брактеаті є напис Heringa, що є латинською назвою Йорінга. Тут проводилися зібрання сюсли. Місто також було місцем зустрічей духовенства Веннсюсселю, є багато свідчень того, що принаймні у XII столітті вмістіє проживав пископ Веннсюссельський.
Вже в ранньому середньовіччі в місті засновано три церкви: Святого Ганса, Святого Олафа та Святої Катерини. Найстарішу відому королівську хартію, що надає місту статус торговельного міста, король Данії Ерік IV видав 31 березня 1243 року. Статус підтверджено новими хартіями, виданими 19 квітня 1484 року, 30 жовтня 1505 року та 23 вересня 1514 року. Хартія 1505 року дає змогу оцінити масштаби міста: середньовічне міське поселення все ще розташовувалося навколо трьох церков на вершині пагорба, на якому лежить центр Йорінга. Збори духовенства часом залучали до міста багато людей, що забезпечувало торгівлю міським купцям та ремісникам.

### Періоди реформації та абсолютизму

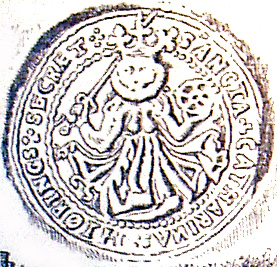
Печатка міста Йорінга 1650 року

VI століття було періодом занепаду Йоррінга. Діяльність сюсли припинилася десь у 1520-х роках. Також Графська суперечка, війна за спадщину, яка вирувала в Данії від 1534 до 1536 року, призвела до реформації в Данії. Внаслідок реформації зникли прилеглі багаті монастирі — абатство Берглум і монастир Врейлєв, які, безперечно, мали ділові стосунки з містом. Порівняння податкових зборів із міст Вендсюсселю показує, що і Скаген, і Себі в цей період були багатшими і більшими за Йоррінг. У 1548-53 роках Йоррінг знову був резиденцією єпископа, а 1549 року в місті з'явилася власна латинська школа. Близько 1570 року місто, ймовірно, спустошила сильна пожежа.
1602 року місто вразила чума, а під час Тридцятилітньої війни в 1627-29 роках у місті розміщувалися імператорські війська. 1644 року, під час Торстенсонської війни, місто окупували шведські війська, а після війни тут розмістилися данські солдати. 1647 року спалахнула ще одна сильна пожежа, яка знищила 17 ферм, а в 1657-58 роках, під час Другої Північної війни, місто знову окупували ворожі війська, що спричинило голод серед населення.
Привілеї міста підтверджено в 1604 та 1648 роках. Проте 1672 року в місті проживало всього 782 особи, а на XVIII століття чисельність населення ще скоротилася. 1769 року в ньому проживало 596 осіб, і датський атлас називає його «маленьким містечком та невеликою сільською місцевістю».
У липні 1693 року, а потім у 1702 році лісові пожежі спопелили практично все місто. Після пожежі 1702 року від часу, що передував 1693 року, залишилося лише 14 будинків і 3 комори. Внаслідок пожеж держава вибачила місту заборгованість з податків, і на кілька років навіть було надано звільнення від податків, але лише на початку 1700-х років місто знову почало зміцнюватися.
1793 року Йоррінг став центром графства, що сприяло відродженню міста. 1 січня 1801 року в місті відкрито ратушу графства.

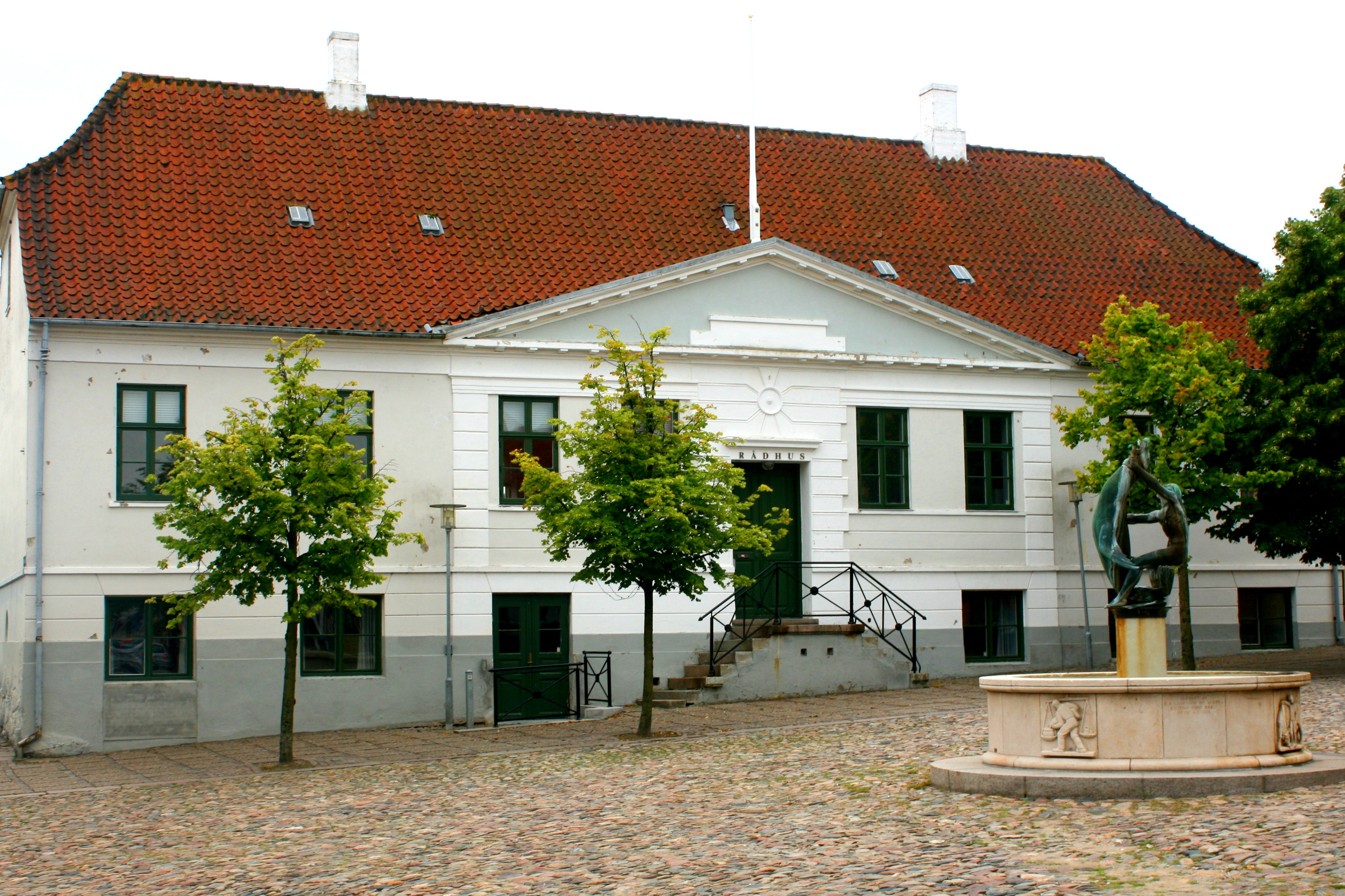
Стара ратуша Йоррінга, побудована 1834 року

Англо-данська війна 1807—1814 років поклала край прибережній торгівлі з Норвегією, і минуло кілька років, перш ніж вона змогла відновитися. Це дало місту другий шанс, оскільки навколишні фермери тепер знову виявили інтерес до збуту своєї продукції в Йоррінгу. Завдяки економічному розвитку площа міста зросла, проте 1819 року сталася ще одна пожежа, яка знищила частину міста.

### Індустріалізація

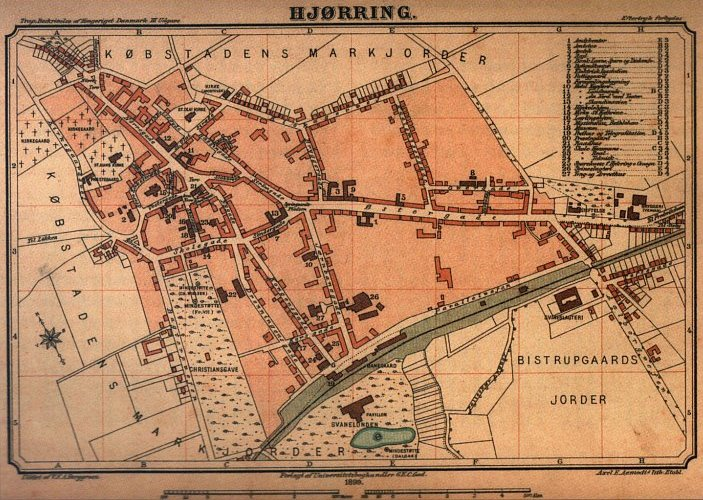
Карта Йоррінга 1899 року

Справжнє економічне зростання почалося приблизно 1850 року, а на 1900 рік населення міста зросло більш ніж у чотири рази. Розширилась вулична мережа, а 15 серпня 1871 року відкрито залізничну лінію Веннсюссель між Ольборгом і Фредеріксгавном, після чого експорт пішов через це місто. На додаток до прядильних фабрик та швейних фабрик створено чавуноливарні заводи та машинобудівні фабрики. 1883 року засновано броварню «Вендія», 1890 року відкрито тютюнову фабрику, а 1891 році засновано кооперативну скотобійню. 1896 року відкрито електростанцію.

### Післявоєнний період
Після Другої світової війни населення Йоррінга продовжувало зростати. Водночас спостерігалося подальше зростання приміських поселень за межами міста. Ретельне міське перепланування 1960-х років призвело до повного знесення району навколо Фіскербаккена та Бассінгаде на південь від церкви Санкт-Олай задля місць для паркування. Внаслідок державної політики регіонального розвитку, 1971 року до міста переїхало командування армійською технікою. На східній околиці міста виник великий промисловий район, який здебільшого характеризується металургійною промисловістю.

### XXI століття
З відкриттям 2002 року автомагістралі між Йоррінгом і Бреннерслевом місто з'єднано з рештою європейської мережі автомагістралей.

## Населення
Населення міста за даними на 1 січня 2015 становило 25 071 людина.
Динаміка чисельності населення за роками:
| 1986   | 1990   | 1996   | 2000   | 2003   | 2008   | 2009   | 2010   |
| ------ | ------ | ------ | ------ | ------ | ------ | ------ | ------ |
| 23 813 | 24 045 | 24 729 | 24 829 | 24 724 | 24 815 | 24 963 | 24 892 |

## Міста-побратими
- Керава, Фінляндія
- Крістіансанн, Норвегія
- Рейк'янесбайр, Ісландія
- Рунавік, Фарерські острови
- Тролльгеттан, Швеція[6]